# 인플루언서 마케팅
인플루언서 마케팅(영어: Influencer marketing)은 인플루언서(영향력 있는 개인)을 활용한 마케팅이다. 

## 정의
인플루언서는 타인에게 영향력을 끼치는 사람(Influence + er)이라는 뜻의 신조어이다. 주로 SNS상에서 영향력이 큰 사람들을 일컫는다. 이러한 신조어가 등장하게 된 이유는 인터넷이 발전하면서 소셜 미디어의 영향력이 크게 확대되었기 때문이다. 현재는 소셜 미디어를 통해 일반인들이 생산한 콘텐츠가, 브랜드 측에서 게시하는 TV 광고와 유사하거나, 혹은 그 이상의 영향력을 가지게 되었다. 인플루언서들이 SNS를 통해 공유하는 특정 제품 또는 특정 브랜드에 대한 의견이나 평가는 컨텐츠를 소비하는 이용자들의 인식과 구매 결정에 커다란 영향을 끼친다. 이들은 연예인처럼 외모나 퍼포먼스로 인기를 얻지도 않음에도 불구하고, 자신들이 자체적으로 생산해내는 컨텐츠를 통해 큰 파급력을 가진다는 특징이 있다. 
인플루언서를 활용한 마케팅을 인플루언서 마케팅이라고 일컫는다. 인플루언서 모니터링 및 관리는 대형유통 시장에서 인플루언서의 매출 점유율이 높아지면서 인플루언서를 활용한 마케팅의 산업화가 빠르게 이루어지고 있다.

## 종류
인플루언서는 각 SNS 상에서 영향력을 발휘하고 있기 때문에, SNS 채널의 종류에 따라 마케팅의 형태도 나뉘어 진다. 가장 활발하게 사용되는 채널은 유튜브, 인스타그램, 페이스북이라 할 수 있다. 여러 가지의 채널을 동시에 운영하는 인플루언서들도 존재한다. 한 편, 각각의 채널들은 서로 영향을 주고 받기도 하는데 예를 들어 페이스북에서 광고하는 A제품에 대한 리뷰를 소재로 한 영상을 유튜브에 업로드하는 방식이다.
-유튜브를 활용한 마케팅.
유튜브의 경우 영상제작을 통해 특정 제품을 사용하거나 특정 체험을 경험하는 과정을 영상으로 제작하여 업로드하는 형태로 이뤄지고 있다. 주로 뷰티 유튜버들을 통한 마케팅이 활발하다. 영상을 제작하는 유튜버들은 본인들이 직접 고안한 메이크업에 해당 마케팅 제품을 사용하는 방식을 통해 소비자들의 구매 욕구를 자극한다. 
-인스타그램을 활용한 마케팅.
인스타그램은 사진에 기반하는 매체 특성상 시각적으로 재미있거나 아름다운 장면을 연출하는 이미지를 업로드 하면서 해시태그를 활용하는 방식으로 마케팅이 이뤄지고 있다. 인스타그램에서 많은 팔로워를 보유한 인플루언서들은 자신이 다녀온 장소, 사용한 제품, 착용한 옷 등을 사진의 형태로 게시한다. 이를 본 이용자들은 사진에 태그된 해시태그를 통해 장소, 제품, 옷 등의 정보를 얻을 수 있다.
최근 인스타그램이 쇼핑검색 플랫폼으로 진화 하면서 인스타그램을 활용한 커머스, 마케팅 플랫폼 서비스들이 생겨나고 있다.  
-페이스북을 활용한 마케팅.
페이스북의 경우에도 인스타그램과 유사하게 많은 팔로워를 보유한 인플루언서가 특정 제품을 사용하는 영상이나 사진 등을 게시하여 제품을 홍보한다. 유튜버가 주로 영상을 활용한 마케팅을 하고, 인스타그램이 사진을 활용한 마케팅을 한다면, 페이스북은 영상과 사진을 적절히 사용하기 때문에 이 두 채널의 특징이 섞여서 나타난다고 볼 수 있다.

## 특징
인플루언서 마케팅의 가장 큰 특징은 고객을 또 다른 마케터로 이용할 수 있다는 점이다. 예를 들어  인스타그램의 경우, 인플루언서가 방문한 장소의 해시태그를 보고 그 장소를 이용한 고객이 다시 자신의 인스타그램에 동일한 해시태그를 달아 해당 장소에 방문했다는 인증글을 남기는 형식이다. SNS의 경우 TV 광고와 달리 생산자와 이용자의 구분이 명확하지 않다는 특징을 지니며 이러한 특징은 마케팅의 대상이 되었던 소비자가, 자신도 모르게 제품의 마케터로 활동하게끔 만든다.
두 번째로 인플루언서 마케팅은 TV 광고와 비교했을 때, 소비자들의 공감을 이끌어내기 쉽다는 강점을 지닌다. 인플루언서들이 생산하는 컨텐츠들은 소비자들의 일상과 크게 다르지 않기 때문에 제품을 광고하는 데 유리하다. 소비자들의 경우 TV 광고 속에 등장하는 연예인들은 거리감이 있는 대상으로 인지하지만 인플루언서의 경우 같은 ‘일반인’이라는 의식을 가지고 있다.
마지막으로 인플루언서 마케팅은 광고의 타겟을 명확히 할 수 있다는 특징이 있다. 인플루언서들의 경우, 운영하는 채널의 아이덴티티가 뚜렷하다. 뷰티 채널을 운영하는 유튜버나, 게임 채널을 운영하는 유튜버들을 예시로 들 수 있다. 인플루언서들의 팬들 역시 연령대나 성별이 대체로 비슷하다. 뷰티 채널을 구독하는 이용자들은 10대에서 20대 여성이 주를 이룬다. 게임 채널을 구독하는 이용자들은 주로 10대에서 30대까지의 남성이다. 따라서 기업은 광고하고자 하는 제품이 어떠한 연령층, 성별을 타겟으로 하느냐에 따라 인플루언서 마케팅을 적절히 활용할 수 있다.

## 효과
기존의 TV 광고는 제품과 관련성이 떨어지는 무분별한 연예인의 출연이나, 제품의 정보를 제시하기에는 짧은 광고 시간(약15초가량) 등의 단점을 가지고 있었다. 하지만 인플루언서 마케팅의 경우 개인의 채널을 활용하기 때문에 시간적 제약이 없고, 보다 친근한 이미지로 소비자들에게 다가갈 수 있다는 장점을 지닌다. 따라서 소비자들은 인플루언서들의 언박싱 영상, 하울 영상 등을 통해 마치 친한 친구가 자신에게 제품에 대한 구체적인 설명을 하는 것 같은 느낌을 받는다. 이는 소비자들로 하여금 보다 구매욕구를 자극할 수 있는 효과가 있다. 요즘은 대세 마케팅이라는 인식이 커 대부분 기업들이 인플루언서 마케팅을 진행하고 있고, 또 태그바이와 같은 플랫폼을 이용해 마케팅을 쉽게 하기도 한다.

## 같이 보기
- 과시 소비
- 소비주의
- 인터넷 유명인
- 대중 전달
- 오피니언 리더
- 관계 마케팅
- 구전 마케팅